# Henrik Lindstrand
Henrik Lindstrand (født 8. juni 1974 i Örebro, Sverige) er en svensk musiker og komponist. Han er bedst kendt som keyboardspiller og guitarist i det danske rockband Kashmir, som han blev medlem af i 2000 efter at have turneret med bandet året forinden. Lindstrand har desuden medvirket på udgivelser med Lars H.U.G., Sanne Salomonsen og Søren Sko.

## Liv og karriere
Henrik Lindstrand bedst kendt som en fjerdedel af bandet Kashmir. Dette udgør en nøgledel af Lindstrands kreative liv, men er samtidig kun ét lag i en omfangsrig musikalske karriere.
Multiinstrumentalisten Henrik Lindstrand startede som pianist som 3-årig, og blev færdiguddannet fra Det Rytmiske Musikkonservatorium i København i 1998, hans adopterede hjemby siden flytningen fra Sverige i 1994.
Udover at give ham en uddannelse, fungerede Det Rytmiske Konservatorium som en indgang til den Københavnske musikscene og karrieren som session- og livemusiker for en lang række bands og kunstnere. Dette var ydermere grunden til at han krydsede veje med Kashmir, nemlig som livemusiker på deres The Good Life tour i 1999. I 2000 blev han gjort til fuldgyldigt medlem af bandet. Han albumdebuterede med dem i 2001 på EP'en Home Dead og i 2003 på fuldlængde-albummet Zitilites.
Igennem deres karriere har Kashmir, indtil videre, udgivet syv studiealbum, samt en lang række bi-udgivelser og projekter. Bandet har vundet talrige priser og arbejdet med producere, såsom Tony Visconti, James Guthrie og Andy Wallace. De har indspillet med David Bowie og Lou Reed, og har gennem årene fastholdt en eksperimenterende og udfordende tilgang til musikken, som har resulteret i et internationalt publikum.
Udover arbejdet i Kashmir, bruger Henrik Lindstrand sine evner for arrangement og komposition i forbindelse med en karriere som filmkomponist.
Henrik Lindstrands karriere som komponist for tv og film blev etableret i 2006, da han skrev musikken til Anders Morgenthalers spillefilm ”Ekko”. Lindstrand modtog en Robert nominering for indsatsen, og har sidenhen skrevet musik til animationsfilm, dokumentarer, kortfilm og en lang række spillefilm fra instruktører såsom Christian Tafdrup, Niels Nørlev, Craig Frank,Christoffer Boe og Ole Christian Madsen.
Henrik Lindstrand har også skrevet musik i samarbejde med andre kunstnere, og komponeret hovedtemaet, og den ledsagende musik, til Eurovision 2014.
Henrik Lindstrand turnerer og indspiller fortsat med Kashmir, og bor i København med sin kone og tre børn.

## Diskografi
Kashmir udgivelser:
Album
- Zitilites[7], 2003 (Sony Music)
- No Balance Palace[7], 2005 (Sony Music/BMG)
- Trespassers[7], 2010 (Columbia/Sony Music)
- E.A.R[7], 2013 (Columbia/Sony Music)

Compilations
- Katalogue[7], 2011 (Columbia/Sony Music)

EP
- Rocket Brothers[7], 2003 (Sony Music)
- Extraordinaire[7], 2010 (Sony Music)

Live Album
- The Aftermath[7], 2005 (Columbia/Sony BMG)

Film
- Rocket Brothers[8], 2003 (Zentropa)
- The Aftermath[9], 2005 (Columbia)

Diverse:
- Josefine Cronholm - Songs of the falling feather, 2008 (ACT records) / producer, strygerarrangementer
- My Favorite Lake, 2008 (Quiet Please) / solo instrumental
- Sort Sol - Snake Charmer, 2001 (Mercury) / strygerarrangementer
- Tim Christensen - Secrets On Parade, 2000 (EMI) /strygerarrangementer, Würlitzer

Soundtracks:
- Lässugen (television) - UR/SVT (2014) / komponist
- Itsi Bitsi[10] - Dir. Ole Christian Madsen (2014) / komponist
- Kina om Kina (television) - UR/SVT (2012) / komponist
- Weekendfar - Dir. Johan Stahl (2012) / komponist
- Jensen & Jensen - Dir. Craig Frank (2011) / komponist
- Klassefesten - Dir. Niels Nørløv (2011) / komponist
- Olsenbanden på de bonede gulve[11] - Jørgen Lerdam (2010) / medkomponist
- Store Drømme (television) - Dir. Adam Neutzky-Wulff (2009) / komponist
- Skat - Dir. Tomas Gislason (2009) / komponist
- Æblet & ormen[12] - Dir. Anders Morgenthaler (2009) / komponist
- En forelskelse[13] - Dir. Christian Tafdrup (2008) / komponist
- Rejsen til Saturn[5] - Dir. Craig Frank (2008) / komponist
- Ekko[14] - Dir. Anders Morgenthaler (2006) / komponist
- Riskjær - Dir. Christoffer Boe (2006) / komponist